# Conceived in Sewage
Conceived in Sewage är det amerikanska death metal-bandet Devourments fjärde studioalbum, utgivet 2013 av skivbolaget Relapse Records.

## Låtförteckning
1. "Legalize Homicide" – 4:11
2. "Fifty Ton War Machine" – 4:16
3. "Conceived in Sewage" – 4:10
4. "Fucked with Rats" – 4:12
5. "March to Megiddo" – 1:19
6. "Today We Die, Tomorrow We Kill" – 4:15
7. "Heaving Acid" – 3:10
8. "Carved into Ecstasy" – 4:16
9. "Parasitic Eruption" – 3:37

- Text: Mike Majewski
- Musik: Devourment

## Medverkande
Musiker (Devourment-medlemmar)
- Ruben Rosas – gitarr
- Mike Majewski – sång
- Eric Park – trummor
- Chris Andrews – basgitarr

Bidragande musiker
- Travis Ryan – bakgrundssång (spår 4)

Produktion
- Erik Rutan – producent, ljudtekniker
- Brian Elliott – ljudtekniker, ljudmix
- Rob Caldwell – ljudtekniker
- Alan Douches – mastering
- Mike Majewski – omslagsdesign
- Jon Zig – omslagskonst
- Toshihiro Egawa – omslagskont
- Coki Greenway – omslagskonst (CD-versionen)